# Periclista albida
Periclista albida är en stekelart som först beskrevs av Johann Christoph Friedrich Klug 1816.  Periclista albida ingår i släktet Periclista, och familjen bladsteklar. Arten är reproducerande i Sverige.